# قصر الكونغرس الوطني الأرجنتيني
قصر الكونغرس الوطني الأرجنتيني (بالإسبانية: Palacio del Congreso Nacional Argentino ويُطلق عليه اختصارًا Palacio del Congreso) هو مبنى يقع في العاصمة الأرجنتينية، بوينس أيرس. تم تشييده بين عاميّ 1898 و 1906 ليكون أحد المعالم التاريخيّة والوطنيّة بالبلاد. كما يُعتبر القصر، مقرًا لاجتماعات الكونغرس الوطني الأرجنتيني. يقع القصر مقابل ساحة الكونغرس شرق العاصمة، في حي بالفنيرا، وتحديدًا في طريق إنتري ريوس.

## تاريخ
تم وضع الفكرة الأولى للقصر في عام 1895. ولقد صمّمه المعمار الإيطالي فيتوريو ميانو، وأكمله المعمار الأرجنتيني خوليو دورمال. امتدت فترة إنشاء المبنى من 1898 حتى 1906، حيث تم افتتاحه في ذلك العام. إلاّ أنه لم يتم الانتهاء من التفاصيل الجمالية إلاّ في عام 1946. كما يعتلي المدخل كوادريغا. ولقد قامت النحّاتة الأرجنتينية لولا مورا بنحت الجدران الخارجيّة والداخليّة للقاعات على حد سواء.
لقد تم بناء الصرح بتكلفة 6 ملايين دولار، خصّصتها الحكومة الاتحاديّة. كما وافق الكونغرس رسميًا على المبنى في 12 أيار/ مايو 1906. وقد كان القصر في الفترة الممتدة من 1976 إلى 1983، يضم مقر اللجنة الاستشاريّة التشريعيّة، التي كانت مجموعة مكونّة من ضبّاط من القوات المسلحة الثلاثة.

## صور

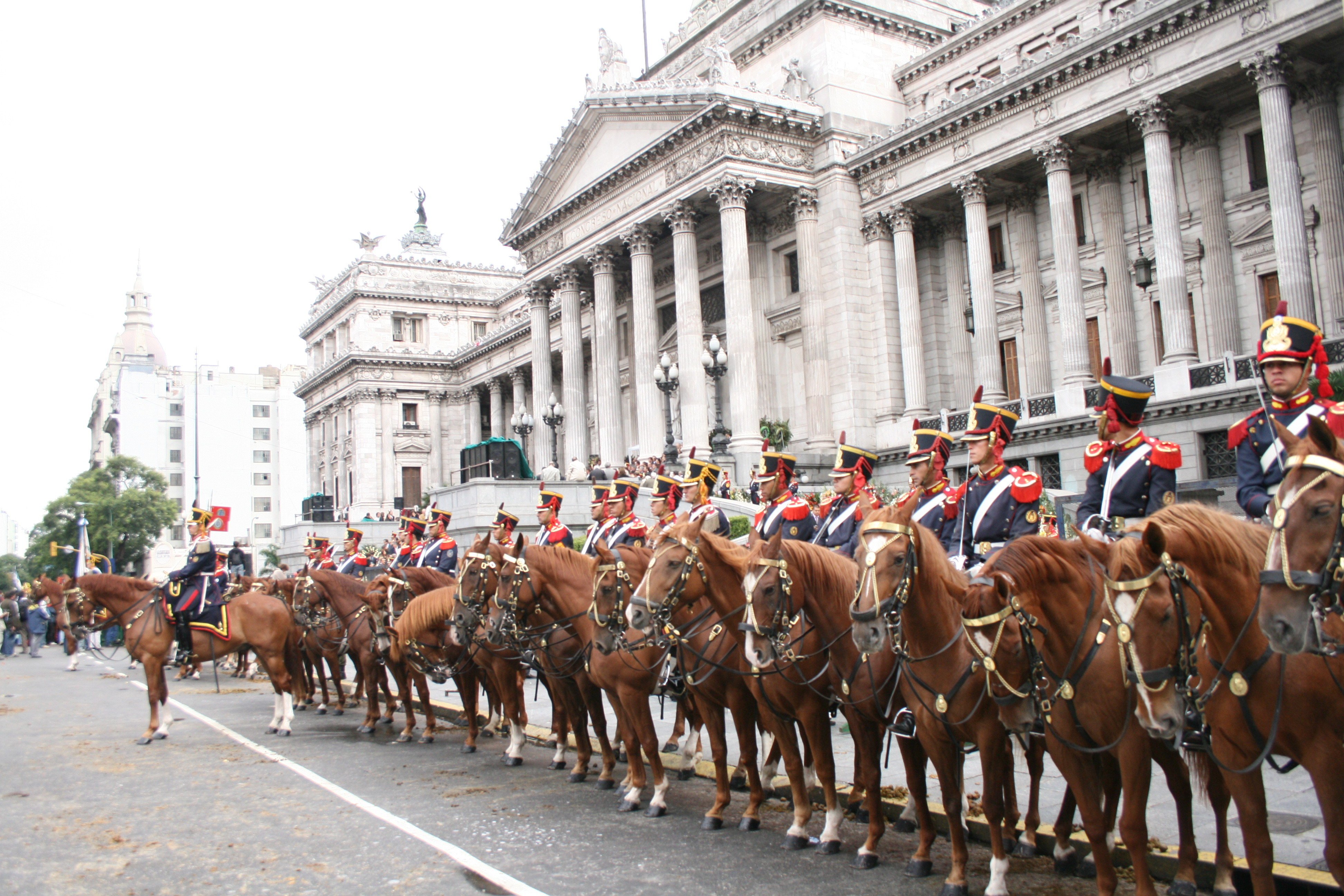
مدخل القصر
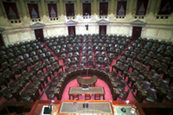
قاعة البرلمان
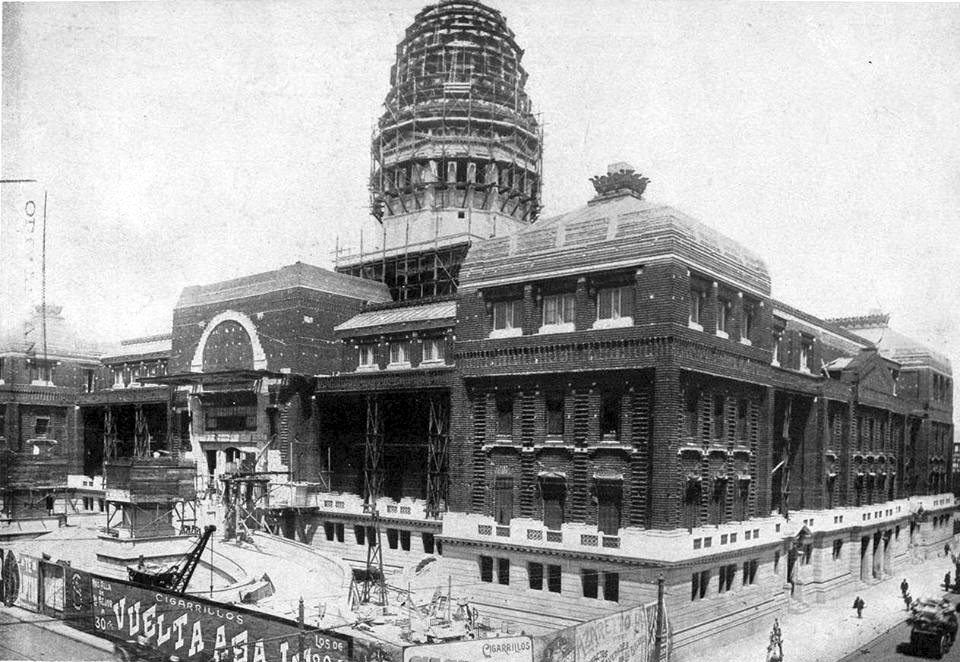
الكونغرس أثناء البناء عام 1906

## وصلات خارجية
- موقع الكونغرس الوطني الأرجنتيني (بالإسبانية)
- فيديو لقصر الكونغرس من الخارج والداخل
- تقرير عن قصر الكونغرس (بالإسبانية)